# Valérie De Bue
Valérie De Bue (Vilvoorde, 7 oktober 1966) is een Belgisch politica voor de liberale MR.

## Levensloop
De Bue behaalde in 1989 het diploma van licentiaat in de economische wetenschappen, met een aanvullende opleiding in ruimtelijke ordening en stedenbouw, aan de UCL. Voor haar proefschrift, gewijd aan de regionale ontwikkeling van Waals-Brabant, won ze in 1989 de eerste prijs van de Economische en Sociale Stichting van Waals-Brabant.
Ze begon haar professionele carrière in 1991 als raadgever bij de IBW, de Waals-Brabantse intercommunale voor economische expansie en territoriale ontwikkeling. In 2000 nam ze ontslag uit deze functie en ging ze tot in 2003 als adviseur aan de slag op het kabinet van Charles Michel, de toenmalige Waalse minister van Binnenlandse Aangelegenheden en Ambtenarenzaken.
Ze zette haar eerste politieke stappen in de lokale politiek van Nijvel, waar ze in oktober 2000 tot gemeenteraadslid werd verkozen. Ze was van 2001 tot 2006 voorzitter van de adviescommissie voor ruimtelijke ordening van de stad, alsook van 2002 tot 2012 voorzitter van de lokale MR-afdeling. In december 2006 werd ze in Nijvel schepen van Openbare Werken, Stedenbouw, Leefmilieu, Mobiliteit en Economische Opbouw. Na de gemeenteraadsverkiezingen van 2012 bleef ze schepen met dezelfde bevoegdheden. Vanaf juni 2014 was ze titelvoerend schepen, tot aan het einde van de legislatuur in december 2018. Sindsdien is ze enkel gemeenteraadslid. 
Van 2003 tot 2007 was De Bue tevens voorzitter van de openbare vervoersmaatschappij TEC in Waals-Brabant en van 2003 tot 2005 en van 2015 tot 2017 lid van het directiecomité van Sedilec, een intercommunale voor gasdistributie. Daarbovenop was ze van 2004 tot 2017 vicevoorzitter van de MR-federatie van Waals-Brabant.
Bij de federale verkiezingen van mei 2003 werd De Bue voor de kieskring Waals-Brabant voor het eerst verkozen in de Kamer van volksvertegenwoordigers, waar ze uiteindelijk tot in mei 2014 bleef zetelen. In de Kamer legde ze zich toe op mobiliteitsdossiers en zetelde ze in de commissie Infrastructuur. Ook kwam ze geregeld tussenbeide in het dossier rond de vluchtroutes van de luchthaven van Zaventem.
Na elf jaar in het Federaal Parlement werd Valérie De Bue in mei 2014 voor het arrondissement Nijvel verkozen in het Waals Parlement en indirect in het Parlement van de Franse Gemeenschap. In het Waals Parlement zetelde ze van 2014 tot 2017 in de commissie Leefmilieu, Ruimtelijke Ordening en Transport en van 2015 tot 2017 in de commissie Openbare Werken, Sociale Actie, Gezondheid. Ze diende met enkele partijgenoten voorstellen tot decreet in, onder meer aangaande de hervorming van de TEC, de invoering van een minimale dienstverleningen bij het openbaar vervoer in het geval van stakingen, verkeersveiligheid, stedenbouw en de verbetering van het waterbeheer. In het Parlement van de Franse Gemeenschap was De Bue in 2014 even voorzitter van de commissie Begroting, Openbaar Ambt en Sportinfrastructuren en daarna van 2014 tot 2017 eerste ondervoorzitter, alsook zetelde ze er van 2016 tot 2017 in de commissie Onderwijs voor Sociale Promotie, Jeugd, Vrouwenrechten en Gelijke Kansen. Bovendien zetelde ze van 2014 tot 2017 als deelstaatsenator in de Senaat. In 2015 vertegenwoordigde De Bue de Senaat bij de Verenigde Naties, waar ze met Christie Morreale een rapport voorstelde over de gelijkheid tussen vrouwen en mannen in België.
Na een coalitiewissel trad MR in juli 2017 toe tot de Waalse regering. Valérie De Bue werd minister van Lokale Besturen, Huisvesting en Sportinfrastructuren en bleef dit tot in september 2019. In die hoedanigheid kreeg ze de naweeën van het Publifinschandaal op haar bord en nam ze maatregelen om de transparantie inzake openbaar bestuur te verbeteren. Qua huisvesting nam ze maatregelen om de leegstand van woningen tegen te gaan, bijvoorbeeld met een investeringsplan om leegstaande woningen om te bouwen tot sociale huisvesting. Ook verlaagde ze de btw voor isolatie en renovatie van woningen naar nul procent en hervormde ze de premies inzake deze materies. 
Bij de Waalse verkiezingen van mei 2019 werd De Bue opnieuw verkozen. Na de Waalse regeringsonderhandelingen werd ze in september 2019 minister van Ambtenarenzaken, Administratieve Vereenvoudiging, Kinderbijslag, Toerisme, Erfgoed en Verkeersveiligheid in de Regering-Di Rupo III. 
In oktober 2020 wilde MR-voorzitter Georges-Louis Bouchez De Bue als Waals minister vervangen door Denis Ducarme, die bij de verdeling van de ministerposten in de nieuwe federale regering naast een portefeuille greep. Uiteindelijk bleek dat die vervanging onwettig zou zijn, omdat er door de vervanging van De Bue nog maar twee van de acht ministers in de Waalse regering vrouwelijk zou zijn, terwijl een bijzonder decreet voorschrijft dat deze regering ten minste voor een derde uit vrouwen moet bestaan. Hierdoor bleef De Bue toch in de Waalse regering zetelen. Als Waals minister nam De Bue maatregelen om extra plaatsen in de kinderdagverblijven te creëren en banen voor werkzoekenden in deze sector te financieren en trok ze middelen uit om de financiering van de energiezuinige renovaties van kindercrèches te begeleiden. Op het vlak van verkeersveiligheid werd beslist om de technische keuring van voertuigen te verbeteren en werden ook verschillende flitspalen en trajectcontroles geïnstalleerd. 
Haar ministerschap liep ten einde in juli 2024 en nadien nam De Bue haar mandaten in het Waals Parlement en het Parlement van de Franse Gemeenschap weer op, waarvoor ze bij de Waalse verkiezingen van juni 2024 opnieuw werd verkozen. In het Waals Parlement werd ze voorzitter van de MR-fractie.   
Tevens werd De Bue opnieuw als deelstaatsenator afgevaardigd naar de Senaat. Op 25 juli 2024 werd ze aangesteld tot voorzitter van de Senaat. Ze bleef dit tot en met 21 februari 2025, toen Vincent Blondel na de installatie van de regering-De Wever werd aangesteld als Senaatsvoorzitter. Nadien werd ze ondervoorzitter van de Senaat.

## Onderscheidingen
Sinds 6 juni 2010 is zij ridder in de Leopoldsorde.